# リュエイユ＝マルメゾン
リュエイユ＝マルメゾン （Rueil-Malmaison）は、フランス、イル・ド・フランス地域圏、オー＝ド＝セーヌ県の都市。

## 地理
リュエイユ＝マルメゾンは、県内で最大の面積を持つ。総面積のうち約1/3である520ヘクタールが緑地である。マルメゾンの森は201ヘクタールある。

## 交通
- 鉄道 - RER A線

## 由来
地名は12世紀に現れたRoialumまたはRuelliumが最初である。その後 Reuil、Ruel、Rueil、と派生し、1928年より現在の名称となった。
Rueilの基と推測されるのはケルト語のRitoialoまたはRialoである（ritusは砦、ialosは切り開く）。ケルト語の語源を持つialoは切り開くという意味を持ち、アルジャントゥイユ、ヴェルヌイユ、ヌイイなどに見られる。加えてマルメゾンは、リュエイユ＝ラ＝ガデリエールというコミューンと区別するためにつけられたもので、統領政府やフランス第一帝政時代の記憶を呼び戻すものである。地名の語源は定まっていないが、城でのノルマン人による虐殺を喚起させるものでないかと言われている（呪われた建物、悪しき家を意味するMala Mansioから派生したとされる）。

## 歴史
シャルル2世時代の870年頃、王はサン＝ドニ修道院にこの地を与えた。12世紀終わりにはベネディクト会派修道士が礼拝堂を建てた。
1635年、修道士たちはこの地をリシュリューへ売却し、彼はヴァル城へ移り住んだ。リシュリューが1642年に死ぬと、姪のアギュイヨン公爵夫人が遺産を相続した。城は宮廷の避難所にされた。フロンドの乱では、ルイ14世とアンヌ・ドートリッシュ、ジュール・マザランが避難してきた。1691年、ルイ14世の愛妾マントノン夫人がリュエイユで家を借り、貧しい子供たちを受け入れて初等教育を受けさせた。やがてこの施設はヴェルサイユ近郊のサン＝シール＝レコールへ移った。
1754年、クールブヴォア、サン＝ドニと同じく、リュエイユにも兵舎が建てられた。スイス傭兵連隊（ギャルド・スイス）がやってくると、リュエイユの人口は目覚しく増えた。建築家ギヨモが建てたリュエイユの兵舎は、現在も残っている。
18世紀終わりに、ナポレオン・ボナパルトと妻のジョゼフィーヌ・ド・ボアルネがやってきた。マルメゾン城の所有者であるジョゼフィーヌは建築家ペルシエとフォンテーヌに城を再設計させた。統領政府時代にナポレオンはリュエイユで多くの時間をすごし、ルイジアナ買収やレジオン・ドヌール勲章制定といった決定をここで下した。
ナポレオンと離婚したジョゼフィーヌはこの地を好んで暮らした。彼女は植物学への情熱を満たすために温室を建てた。リュエイユで生涯を全うしたジョゼフィーヌは、リュエイユのサン＝ピエール・サン＝ポール教会に埋葬された。
普仏戦争さなかの1871年1月、ブゼンヴァルの戦いでフランス軍はプロイセン軍に敗退した。
1899年、アメリカ人のタック夫妻は、ヴァーモント荘園と名づけたリュエイユの土地に移住した。彼らは病院や学校建設の後援者となった。当時のリュエイユは、鉄道が到来し、パリジャンからセーヌ川一端のカフェとして認知されていた。セーヌ川の舟遊びは流行であった。

## 経済
パリから約8km、ラ・デファンスから約3kmと、リュエイユは非常にいい立地にある。このため、850社あまりがリュエイユにある（BNPパリバ、アストラ・ゼネカ、ノヴァルティスなど）。第一次産業、第二次産業はない。

## 出身者
- ジャン・デュジャルダン - 俳優

## 姉妹都市
- バルド、チュニジア
- フライブルク、スイス
- バート・ゾーデン・アム・タウヌス
- ドゥブロヴニク
- セルギエフ・ポサード
- Kiryat-Malakhi
- キッツビュール
- 東金市